# Junkers Ju 288
Le Junkers Ju 288 était un avion militaire de la Seconde Guerre mondiale réalisé en Allemagne, dans le rôle de bombardier moyen. 14 prototypes furent construits, suivis de seulement 22 avions de série.